# Charles Cottet

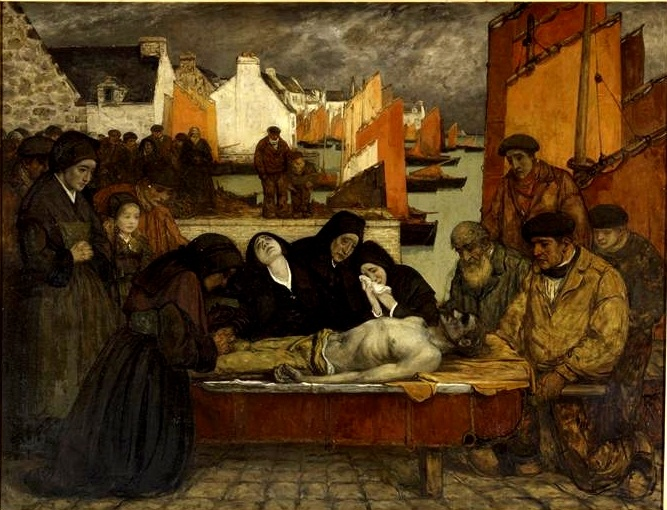
1908–09 Au pays de la mer. Douleur sau Les victimes de la mer, Musée d'Orsay.

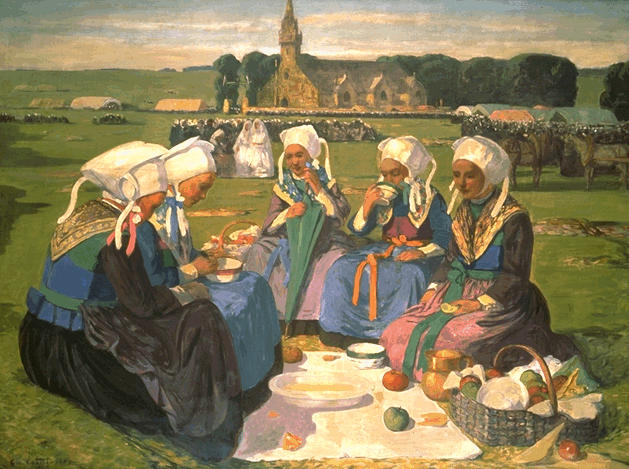
1903 Femmes de Plougastel au Pardon de Sainte-Anne-La-Palud.

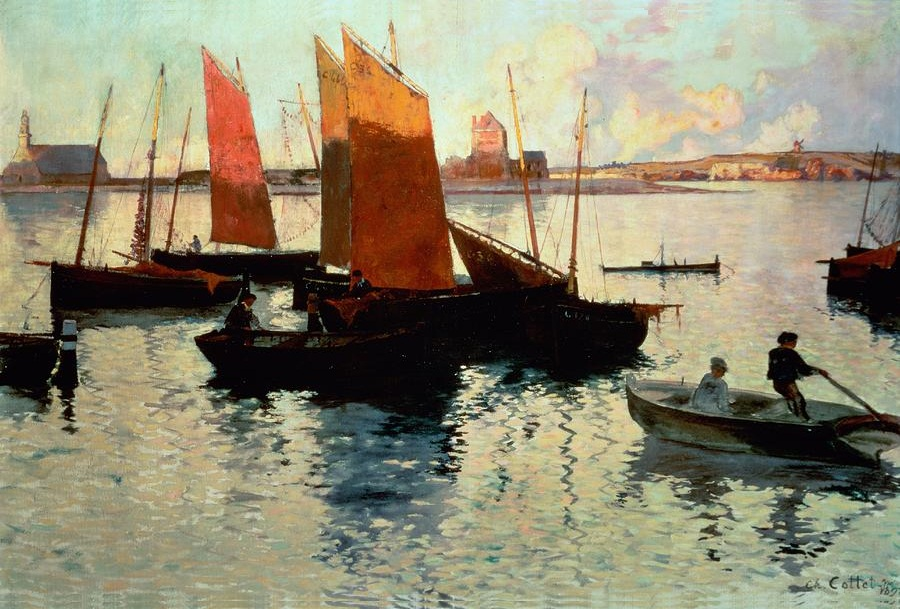
1892 Rayons du soir

Charles Cottet (n. 12 iulie 1863, Le Puy, Auvergne, Franța – d. 20 septembrie 1925, Paris, Île-de-France, Franța) a fost un pictor francez, născut la Le Puy-en-Velay și mort la Paris. Renumit post-impresionist, Cottet este cunoscut pentru pictura sa întunecată și evocatoare a Bretaniei rurale și a peisajelor maritime. A condus o școală de pictori cunoscută sub numele de Bande noire sau grupul „Nubieni” (pentru paleta sumbră pe care o foloseau, în contrast cu picturile mai strălucitoare impresioniste și postimpresioniste) și a fost prieten cu artiști precum Auguste Rodin.

## Biografie
Cottet a studiat la École des Beaux-Arts și sub îndrumarea lui Puvis de Chavannes și Roll⁠(d), în timp ce a urmat și Académie Julian (unde colegii studenți au format școala de pictură Les Nabis, cu care a fost asociat ulterior). A călătorit și a pictat în Egipt, Italia și pe lacul Geneva, dar și-a făcut un nume cu scenele sale sumbre și triste, bine concepute, severe și impresionante ale vieții de pe coasta Bretaniei.
Cottet a expus la Salonul din 1889, dar într-o călătorie în Bretania în 1886 și-a găsit adevărata chemare. În următorii douăzeci de ani, el a pictat scene din viața rurală și portuară, înfățișând parizienilor o cultură pe care încă o considerau exotică. Este remarcat în special pentru peisajele sale marine întunecate din porturile bretone în zori și scenele evocatoare din viața pescarilor bretoni.
A fost prieten apropiat cu Charles Maurin⁠(d), iar grupul său l-au inclus și pe pictorul Félix-Émile-Jean Vallotton⁠(d). Cottet a fost adesea asociat cu simbolismul pitoresc de pe litoral al școlii Pont-Aven, deși Vallotton l-a prezentat pe Cottet ca lider al Les Nabis, alături de Pierre Bonnard, Édouard Vuillard și Ker-Xavier Roussel⁠(d), în pictura Cei cinci pictori (1902-1903); Kunstmuseum Winterthur⁠(d)). Cottet a fost liderul propriei sale mici mișcări, Bande noire din anii 1890, care i-a inclus pe Lucien Simon și André Dauchez, toți influențați de realismul și culorile întunecate ale lui Courbet.

## Lucrări alese
Picturile lui Cottet pot fi găsite în multe muzee din întreaga lume, inclusiv Muzeul de Arte Frumoase Pușkin din Moscova, British Museum, Galeria Națională de Artă din Washington, D.C., Muzeul d'Orsay din Paris, Muzeul Ermitaj, Muzeul de Artă al Universității din Michigan, Muzeul de Artă Ohara, Muzeul de Artă American Smithsonian, Muzeul Național al Artei Occidentale, Muzeul de Artă Zimmerli, Muzeul de Arte Frumoase din San Francisco, Metropolitan Museum of Art și Musée Rodin⁠(d). 
- 1908–09 Au pays de la mer. Douleur sau Les victimes de la mer, Musée d'Orsay.
- 1905, Petit village au pied de la falaise, Musée Malraux, Le Havre
- 1900–10, Montagne, Musée Malraux, Le Havre
- 1896 Vedere a Veneției de pe mare, Ermitul, Sankt Petersburg.
- 1896 Peisaj marin cu vedere îndepărtată asupra Veneției, Ermitaj, Sankt Petersburg. [33]
- 1896 Portret de Cottet, Muzeul d'Orsay.